# Adolf Brudes
Adolf Brudes (* 15. Oktober 1899 in Groß Kottulin, Oberschlesien; † 5. November 1986 in Bremen), häufig auch fälschlicherweise als Adolf Brudes von Breslau bezeichnet, war ein deutscher Motorrad- und Autorennfahrer.

## Karriere
Brudes begann seine Karriere bei Motorradrennen. Von 1924 bis 1927 war der Mechanikermeister Werksfahrer bei Victoria in Nürnberg und gewann u. a. 1924 das 600-cm³-Gespann-Rennen beim AVUS-Rennen. Ab 1928 nahm er an Automobilrennen teil und startete in den 1930er Jahren auch auf Bugatti. Brudes war unter anderem an dem Erfolg von BMW bei der Mille Miglia 1940 beteiligt, als er auf dem BMW 328 MM Roadster (Prototyp) zusammen mit seinem Partner Ralph Roese Platz drei in der Gesamtwertung belegte.
Nach dem Zweiten Weltkrieg startete Brudes zunächst auf Veritas und danach für die verschiedenen Marken von Borgward als Renn- und Rekordfahrer. 1951 holte er auf einem Goliath-Rennwagen 38 Weltrekorde. 1952 stellte er zusammen mit Hans-Hugo Hartmann auf der Rennstrecke von Linas-Montlhéry international anerkannte Rekorde in der Klasse bis 1,5 l auf (unter anderem 100 km mit einem Schnitt von 215,5 km/h). Im gleichen Jahr absolvierte er beim Großen Preis von Deutschland seinen einzigen Start in der Automobil- bzw. Fahrerweltmeisterschaft, musste aber wegen Motorschaden das Rennen vorzeitig beenden.
Beim ersten 1000-km-Rennen 1953 auf dem Nürburgring startete Brudes mit dem Borgward Nr. 37, musste jedoch früh den Wagen an Bechem/Helfrich abgeben, nachdem diese mit Nr. 38 bereits in der ersten Runde ausgefallen waren. Brudes/Bechem/Helfrich gewannen die Klasse bis 1500 cm³ und wurden Dritte im Gesamtklassement. Bei der Carrera Panamericana des gleichen Jahres verunglückte Adolf Brudes schwer, kam aber mit relativ leichten Verletzungen davon. 1954 war er an den Rekordfahrten mit dem kleinen Lloyd-Rennwagen beteiligt, der mit einem 350-cm³-Zweitaktmotor über drei Stunden einen Schnitt von 120,85 km/h erreichte.
1957 verließ er Borgward und machte sich in Bremen mit einer NSU-Vertretung selbstständig. Sechs Jahre später ging Brudes als Geschäftsmann in den Ruhestand. Kleinere Rennen fuhr er auch weiterhin; seinen letzten Wettbewerb bestritt der damals 69-Jährige 1968 auf einem Alfa Romeo Giulia TI. 1976 war Adolf Brudes auf dem Nürburgring ein letztes Mal mit seinem BMW 328 „Mille Miglia“ zu sehen.

## Statistik

### Statistik in der Automobil-Weltmeisterschaft

#### Gesamtübersicht
| Saison | Team         | Chassis    | Motor          | Rennen | Siege | Zweiter | Dritter | Poles | schn. Rennrunden | Punkte | WM-Pos. |
| ------ | ------------ | ---------- | -------------- | ------ | ----- | ------- | ------- | ----- | ---------------- | ------ | ------- |
| 1952   | Adolf Brudes | Veritas RS | Veritas 2.0 L6 | 1      | −     | −       | −       | −     | −                | −      | NC      |
| Gesamt | Gesamt       | Gesamt     | Gesamt         | 1      | −     | −       | −       | −     | −                | −      |         |

#### Einzelergebnisse
| Saison | 1 | 2 | 3 | 4 | 5   | 6 | 7 | 8 |
| ------ | - | - | - | - | --- | - | - | - |
| 1952   |   |   |   |   |     |   |   |   |
|        |   |   |   |   | DNF |   |   |   |

| Legende  | Legende            | Legende                                                          |
| Farbe    | Abkürzung          | Bedeutung                                                        |
| -------- | ------------------ | ---------------------------------------------------------------- |
| Gold     | –                  | Sieg                                                             |
| Silber   | –                  | 2. Platz                                                         |
| Bronze   | –                  | 3. Platz                                                         |
| Grün     | –                  | Platzierung in den Punkten                                       |
| Blau     | –                  | Klassifiziert außerhalb der Punkteränge                          |
| Violett  | DNF                | Rennen nicht beendet (did not finish)                            |
| Violett  | NC                 | nicht klassifiziert (not classified)                             |
| Rot      | DNQ                | nicht qualifiziert (did not qualify)                             |
| Rot      | DNPQ               | in Vorqualifikation gescheitert (did not pre-qualify)            |
| Schwarz  | DSQ                | disqualifiziert (disqualified)                                   |
| Weiß     | DNS                | nicht am Start (did not start)                                   |
| Weiß     | WD                 | zurückgezogen (withdrawn)                                        |
| Hellblau | PO                 | nur am Training teilgenommen (practiced only)                    |
| Hellblau | TD                 | Freitags-Testfahrer (test driver)                                |
| ohne     | DNP                | nicht am Training teilgenommen (did not practice)                |
| ohne     | INJ                | verletzt oder krank (injured)                                    |
| ohne     | EX                 | ausgeschlossen (excluded)                                        |
| ohne     | DNA                | nicht erschienen (did not arrive)                                |
| ohne     | C                  | Rennen abgesagt (cancelled)                                      |
| ohne     | keine WM-Teilnahme |                                                                  |
| sonstige | P/fett             | Pole-Position                                                    |
| sonstige | 1/2/3/4/5/6/7/8    | Punktplatzierung im Sprint-/Qualifikationsrennen                 |
| sonstige | SR/kursiv          | Schnellste Rennrunde                                             |
| sonstige | *                  | nicht im Ziel, aufgrund der zurückgelegten Distanz aber gewertet |
| sonstige | ()                 | Streichresultate                                                 |
| sonstige | unterstrichen      | Führender in der Gesamtwertung                                   |

### Le-Mans-Ergebnisse
| Jahr | Team          | Fahrzeug                      | Teamkollege        | Platzierung | Ausfallgrund |
| ---- | ------------- | ----------------------------- | ------------------ | ----------- | ------------ |
| 1953 | Borgward GmbH | Borgward 1500 Rennsport Coupé | Hans-Hugo Hartmann | Ausfall     | kein Benzin  |

### Einzelergebnisse in der Sportwagen-Weltmeisterschaft
| Saison | Team                   | Rennwagen                                        | 1   | 2   | 3   | 4   | 5   | 6   | 7   |
| ------ | ---------------------- | ------------------------------------------------ | --- | --- | --- | --- | --- | --- | --- |
| 1953   | Borgward               | Borgward 1500 Rennsport Coupé Borgward RS        | SEB | MIM | LEM | SPA | NÜR | RTT | CAP |
| 1953   | Borgward               | Borgward 1500 Rennsport Coupé Borgward RS        |     |     | DNF |     | DNF |     | DNF |
| 1954   | Borgward Carl Borgward | Borgward Hansa 1500 Sportcoupé Borgward Isabella | BUA | SEB | MIM | LEM | RTT | CAP |     |
| 1954   | Borgward Carl Borgward | Borgward Hansa 1500 Sportcoupé Borgward Isabella | DNF |     |     |     |     | 73  |     |